# Camille Tarot
Ne doit pas être confondue avec le céramiste Camille Tharaud.
Camille Tarot (né en 1943) est un sociologue français, spécialiste de sociologie des religions et ancien professeur de l'université de Caen jusqu'en 2011. Il est membre permanent du Centre d'étude et de recherche sur les risques et les vulnérabilités (CERReV).

## Son œuvre

### De Durkheim à Mauss, l'invention du symbolique: sociologie et science des religions
Camille Tarot propose dans ce livre une histoire de l'invention du concept de symbolique.

«S'il fallait résumer d'un mot ce qui fait le propre de la pensée française vivante du XXe siècle, on devrait dire, à coup sûr, qu'elle a été, qu'elle est encore une pensée du symbolique. Qu'on pense simplement à l'analyse par Claude Lévi-Strauss de la « fonction symbolique » ou à l'opposition établie par Jacques Lacan entre le réel, l'imaginaire et le symbolique. Or, montre ici [...] Camille Tarot, c'est dans le creuset de l'école sociologique française que l'acception moderne du terme a été forgée, et c'est grâce à la lente et subtile évolution que Marcel Mauss a fait subir aux analyses durkheimiennes du sacré, de la religion et des représentations collectives, qu'il en est venu à prendre toute sa portée. C'est l'histoire passionnante de cette invention du concept de symbolique que nous livre le présent ouvrage[...]. Au-delà d'une reconstitution sans précédent de la pensée des deux plus grands représentants de l'école, Durkheim et Mauss, elle nous offre, en prime, une histoire de l'ethnologie, des sciences du langage et des sciences de la religion jusqu'au premier tiers du XXe siècle. Ainsi des liens intelligibles sont-ils à nouveau établis entre la pensée française des cinquante dernières années et ce qui l'a précédé. »

### Sociologie et anthropologie de Marcel Mauss
Introduction à la vie et aux travaux de Mauss (1873-1950), cet ouvrage dégage et résume ses idées principales sur les thèmes essentiels : la méthode sociologique ; les relations de la sociologie avec l'histoire ; sa dimension anthropologique ; le religieux et le sacré ; la nature de l'échange révélée par la découverte du don dans les sociétés traditionnelles, les fondements de l'économie ; la nature du politique et finalement de l'homme, traversé par le processus de symbolisation... Ce livre s'attache à situer Mauss face aux personnalités et aux pensées qui l'ont marqué. Il analyse son influence multiforme.

### Le symbolique et le sacré: théories de la religion
« La question de la religion - de son essence, de sa fonction, de son origine - a été centrale dans la sociologie et l'anthropologie classiques. Pour la tirer des impasses et de la stagnation où elle est reléguée de nos jours, Camille Tarot propose ici un bilan critique des œuvres des meilleurs comparatistes, à travers leurs théories si contradictoires de la religion. Huit auteurs principaux sont soumis à examen : Émile Durkheim, Marcel Mauss, Mircea Eliade, Georges Dumézil, Claude Lévi-Strauss, René Girard, Pierre Bourdieu et Marcel Gauchet. L'important en la matière est d'abord d'esquiver les faux irénismes comme les querelles stériles ou haineuses, pour confronter les doctrines en profondeur et systématiquement. Ensuite, de déceler l'impensé et les refoulements que produit chaque cadre théorique, pour proposer le modèle ou l'idéal-type de la religion qui paraît le mieux fondé. 

Au fil de cet examen, il apparaît que l'essence du fait religieux est à rechercher à l'intersection du symbolique et du sacré, à comprendre à partir des fondations d'Émile Durkheim et de Marcel Mauss, complétées par les apports de René Girard. La possible fécondité du modèle qui se dégage ainsi s'atteste par sa capacité à relire les sources et à renouveler en profondeur les vieux problèmes des fonctions de la religion, qui n'avaient guère avancé depuis Émile Durkheim. » 